# Юнионистско-демократическая партия
Юниони́стско-демократи́ческая па́ртия (сокр. ЮДП; араб. الحزب الإتحادي الديموقراطي‎, англ. Democratic Unionist Party, DUP) — правоцентристская политическая партия в Судане. Выступает с позиций консерватизма и секуляризма, находится в умеренной оппозиции исламистам Национального конгресса. Традиционно пользуется поддержкой среди суданских мусульман, принадлежащих к суфийскому тарикату Хатмийя (север и восток Судана). Представлена в парламенте страны, входит в Национально-демократический альянс.
Образована в 1952 году как Национально-юнионистская партия (сокр. НЮП), одна из двух политических партий колониального Судана. Участвовала в национально-освободительном движении, выступала за независимость Судана от англо-египетского господства. Распущена в 1956 году в связи c образованием Народно-демократической партии (НДП), воссоздана в 1967 году под нынешним названием. В 1986 году председатель партии Ахмед Али аль-Миргани был избран президентом Судана, однако в 1989 году был свергнут в результате военного переворота под руководством Омара аль-Башира.

## История
После заявлений в 1994 года лидера партии Османа аль-Миргани о поддержке шариата и возможности развития Судана как теократического государства от партии откололась группа, возглавляемая бывшим премьер-министром Судана Шарифом аль-Хинди, поддерживающим отделение религии от государства, несмотря на собственный статус политического лидера. Часть членов и руководителей партии находились в иммиграции из-за преследований, в 2000 году большая часть из них вернулась в Судан. Несколько лидеров партии приняли посты в новом правительстве, сформированном в 2001 году.